# رالی سوئد ۲۰۲۵
رالی سوئد ۲۰۲۵ یک رویداد اتومبیل رانی برای خودروهای رالی بود که طی چهار روز از ۱۳ تا ۱۶ فوریه ۲۰۲۵ د کشور سوئد برگزار شد. این رویداد هفتاد و دومین دوره رالی سوئد و دومین دور از رالی قهرمانی جهان ۲۰۲۵، رالی قهرمانی جهان ۲ ۲۰۲۵ و رالی قهرمانی جهان ۳ ۲۰۲۵ بود. این رویداد همچنین اولین دور از مسابقات رالی قهرمانی نوجوانان جهان ۲۰۲۵ نیز بود. رویداد ۲۰۲۵ در اومئو در شهرستان وستربوتن برگزار شد که شامل هجده مرحله ویژه بود که مجموع مسافت رقابتی ۳۰۰٫۲۲ کیلومتر (۱۸۶٫۵۵ مایل) را پوشش می‌داد.